# Накуларова
Накуларова — деревня в Вагайском районе Тюменской области, входит в состав Куларовского сельского поселения.

## География
Деревня находится на берегу озера Большое Куларовское. Автобусное сообщение.

## Население
| 2010 |
| ---- |
| 11   |